# 交響曲第1番 (エルガー)
交響曲第1番変イ長調 作品55は、エドワード・エルガーが1907年から1908年にかけて作曲した交響曲。曲は、初演を指揮したハンス・リヒターに献呈された。

## 初演と評価
初演は1908年12月3日に、イギリスの都市マンチェスターにあるフリートレードホールで行われた。指揮はハンス・リヒター、演奏はハレ管弦楽団によるものであった。リヒターはこの作品を「当代最高の交響曲」と評したが、一部では構成に否定的だったり、主題の繰り返しがしつこいと指摘する向きもあった。いずれにせよ、初演は大変な反響を呼び、初演から1年で百回あまりも再演された。今日でも、イギリスやアメリカでは頻繁に演奏される。

## 楽器編成
フルート3（3番フルートはピッコロ持ち替え）、オーボエ2、イングリッシュホルン、クラリネット2、バスクラリネット、ファゴット2、コントラファゴット、ホルン4、トランペット3、トロンボーン3、チューバ、ティンパニ、小太鼓、大太鼓、シンバル、ハープ2、弦五部

## 構成
4楽章よりなる。曲頭に現れる旋律が循環主題として用いられており、全曲にわたって登場する。これ以外にも第1楽章の第1主題からいくつもの動機が派生していて、全体的に緊密な構成がとられている。またこの曲は変イ長調となっているが、実際に変イ長調であるのは第1楽章の序奏と終結部、第4楽章の終結部のみであり、その他の部分は第1楽章主部がニ短調、第2楽章が嬰ヘ短調、第3楽章がニ長調、第4楽章の序奏と主部がニ短調と、全体的にニ短調交響曲としての性格が強い。演奏時間約55分。
第1楽章　Andante. Nobilmente e semplice － Allegro
序奏つきソナタ形式。序奏は変イ長調・4/4拍子で、この曲のモットーとなる主題がヴィオラと木管楽器に提示される。モットーが全合奏に発展した後、一段落してからアレグロ・2/2拍子の主部へと入る。第1主題はニ短調で闘争的、第2主題はイ短調・6/4拍子の悲しげな旋律である。小結尾では金管が咆哮してクライマックスを築く。再現部の後のコーダはかなり長く、冒頭のモットー主題が静かに回帰する。約19分。
第2楽章　Allegro molto
舞曲楽章に相当する。嬰ヘ短調・1/2拍子。三部形式。主部には忙しく動き回る弦楽器と金管による行進曲調の勇ましい旋律が登場する。中間部は変ロ長調で、木管や独奏ヴァイオリンが楽しげに歌う。次の主部は初めは激しいが次第に雰囲気を落ち着かせていき、次の楽章へと切れ目なく移行する。約7分。
第3楽章　Adagio － Molto espressivo e sostenuto
叙情的な、美しい緩徐楽章。ニ長調、4/8拍子。二部形式。前半部では、典雅な息の長い主題が発展する。最初に現れる旋律は第2楽章冒頭の忙しないフレーズと音の並びが全く同じであるが、ここでは落ち着いた物憂げな旋律になっている。後半部はモットー主題を基にした旋律が現れる。約12分。
第4楽章　Lento － Allegro － Grandioso
序奏つきソナタ形式、ニ短調。序奏ではバスクラリネットによる不穏な導入の後、モットー主題が扱われるが、ファゴット、ついでトロンボーンに新しい印象的な楽想も現れる。駆け上がるようにして始まる主部は強迫的な付点リズムによる第1主題、行進曲風の勇壮な第2主題、序奏の楽想による小結尾主題で構成される。コーダは序奏の導入動機から始まり、変イ長調に達するとモットー主題が全合奏で輝かしく奏される。最後は6/4拍子に転じて加速するように終わる。約12分。